# Gasum
Gasum Oy ist integrierter Gaskonzern mit Sitz in Espoo (Finnland). Der Konzern ist Übertragungsnetzbetreiber für Erdgas in Finnland und seine Tätigkeit umfasst sowohl den Import als auch die Distribution von Erdgas. Außerdem erzeugt Gasum in Finnland und Schweden Biogas und betreibt dessen Import, Übertragung und Bereitstellung für Verbraucherbedürfnisse, Industrie und Transport. Mit 12 eignen Biogas-Raffinerien in Finnland und Schweden ist Gasum der größte Verwerter biologisch abbaubarer Abfälle in den nordischen Ländern.

## Geschichte
Im Jahr 1974 wurde die erste Erdgas-Pipeline von der Sowjetunion nach Finnland eröffnet. Von 1974 bis 1994 lag die Zuständigkeit für das finnische Gasgeschäft einschließlich Erdgasimport, -distribution und -großhandel bei der Firma Neste Oy. Gasum wurde 1994 als Joint-Venture von Neste (75 %) und dem russischen Konzern Gazprom (25 %) gegründet. Nach der Fusion von Neste und Imatran Voima im Jahr 1998 war das daraus entstandene Unternehmen Fortum gezwungen, seinen Anteil an Gasum auf 25 % zu reduzieren. Als neue Aktionäre kamen der finnische Staat (24 %), E.ON (20 %) und ein Konglomerat finnischer Forstgesellschaften (6 %) hinzu. Im Jahr 2004 kaufte Fortum den Anteil der Forstgesellschaften (6 %) auf. Sowohl Fortum als auch E.ON verkauften 2015 ihre Anteile an den finnischen Staat. Nachdem 2016 auch Gazprom seine Anteile an den finnischen Staat verkaufte, wurde dieser zum alleinigen Eigentümer der Gesellschaft.
Im Jahr 2014 erwarb Gasum vom norwegischen Lyse-Konzern 51 % der LNG-Distribution von Skangas und 2018 die restlichen Anteile, wodurch Skangas zur 100%igen Tochter von Gasum wurde. Die Akquisition der seit 2011 mit Flüssigerdgas (LNG) handelnden Firma Skangas war Teil von Gasums Gesamtstrategie zur Erhöhung der LNG-Verfügbarkeit in Finnland.
Mit dem Erwerb von Swedish Biogas International stieß Gasum 2016 auch in den schwedischen Markt vor. Durch diese Übernahme wurde Gasum zum größten Biogaserzeuger im nordischen Raum.
Des Weiteren beteiligte sich Gasum an der Planung der Unterwasser-Pipeline Balticconnector zwischen Finnland und Estland sowie von dort aus weiter zu einem in Lettland befindlichen Gasspeicher, zog sich jedoch im Oktober 2015 wegen mangelnden kommerziellen Potentials aus dem Unterfangen zurück. Das Projekt läuft jedoch unter Beteiligung einer anderen finnischen Gesellschaft weiter, der ebenfalls staatseigenen Baltic Connector Oy.

## Geschäftstätigkeit
Gasum betreibt in Finnland ein Gasübertragungsnetz mit einer Gesamtlänge vom 1190 km. Dieses Netz ist der größte Einzelposten unter den Vermögenswerten von Gasum und ein Großteil der Arbeitsplätze des Konzerns entfällt auf seine Unterhaltung. Bedingt durch ein neues finnisches Gesetz über den Erdgasmarkt wird Gasum spätestens 2020 die Gasübertragung auf eine andere staatseigene Gesellschaft namens Gasgrid Finland übertragen.

### LNG-Distribution
Die Gasum Ltd baut derzeit im Öl- und Chemiehafen Tahkoluoto in Pori den ersten LNG-Terminal Finnlands. Mit dem Kauf des Unternehmens Nauticor (bis 2016 Bomin Linde LNG) 2019/2020 wurde Gasum ein Anbieter von flüssigem Erdgas (LNG) als Treibstoff für die Schifffahrt.

### Tankstellen
Mehr als 33 finnische Tankstellen haben (Stand 2019) verdichtetes Erdgas (CNG) im Angebot. An einigen von diesen ist zudem das Betanken von Schwerlastfahrzeugen mit LNG möglich.

### Biogasproduktion
Im Jahr 2011 begann Gasum mit der Produktion von Biogas mittels anaerober Vergärung.

## Inhaberverhältnisse, Leitung und Mitgliedschaften
Gasum befindet sich zu 100 Prozent im Besitz des finnischen Staates. Dabei lauten 73,5 % der Anteile auf die staatliche Gasgesellschaft Gasonia Oy und 26,5 % direkt auf den Staat. Die Anzahl der Beschäftigten liegt bei etwa 410 Personen. Der Hauptsitz des Unternehmens befindet sich in Espoo, Finnland. Seit Mai 2014 ist Johanna Lamminen Geschäftsführerin von Gasum. Vorstandsvorsitzender des Konzerns ist Juha Rantanen. Gasum ist Mitglied verschiedener internationaler Organisationen, darunter Eurogas, Verband Europäischer Fernleitungsnetzbetreiber für Gas (ENTSOG), Gas Infrastructure Europe (GIE), Internationaler Gasverband (IGU), Europäische Gasforschungsgruppe (GERG) und die Europäische Forschungsgruppe Gasleitungen (EPRG).